# Колоколец
Колоколец — посёлок в Устюженском районе Вологодской области.
Входит в состав Лентьевского сельского поселения (с 1 января 2006 года по 11 января 2007 года он входил в Моденское сельское поселение), с точки зрения административно-территориального деления — в Моденский сельсовет.
Расположен на левом берегу реки Молога. Расстояние до районного центра Устюжны по автодороге — 39 км, до центра муниципального образования деревни Лентьево по прямой — 18 км. Ближайшие населённые пункты — Ванское, Зимник, Староречье.
Согласно переписи 2002 года население — 9 человек.